# Dem Bones

Dem Bones, Dry Bones ou Dem Dry Bones est une chanson traditionnelle de negro spiritual, écrite par James Weldon Johnson (1871–1938). Les paroles sont basées sur le livre d'Ezéchiel de la bible, 37:1-14, où le prophète Ezéchiel visite la vallée des ossements desséchés et les fait renaître à la vie sur ordre de Dieu. 

## Refrain
Toe bone connected to the foot bone
Foot bone connected to the leg bone
Leg bone connected to the knee bone...

## Interprètes
La chanson a été interprétée par The Delta Rhythm Boys, the Crazy World of Arthur Brown, Shirley Caesar, Rosemary Clooney, et d'autres. Elle a été reprise par Alvin et les Chipmunks.

## Référence dans la culture populaire
- Dem Bones apparait dans l'épisode 17 de la série Le Prisonnier : Le Dénouement.
- La chanson sert de code pour traverser la forteresse de LeChuck dans The Secret of Monkey Island
- On peut entendre la chanson dans Rain Man de Barry Levinson (1988)
- Dry bones est le nom en anglais de Skelerex dans la série Mario
- Dem Bones est un squelette jouable dans le jeu Skate 3
- Dry Bones est chantée par le squelette Sirius dans le tome 2 de Zombillenium
- Snoopy et Linus chantent Dry Bones dans le strip Peanuts du dimanche 5 juin 1960